# جنرال الکتریک جی‌ئی۳۸
جنرال الکتریک جی‌ئی۳۸ (به انگلیسی: General Electric GE38) یک موتور هواگرد ساختِ کارخانهٔ جی‌ئی اوییشن در کشور ایالات متحده آمریکا است.